# Cibatok 2
Cibatok 2 is een bestuurslaag in het regentschap Bogor van de provincie West-Java, Indonesië. Cibatok 2 telt 7163 inwoners (volkstelling 2010).